# Aleksandra Chúdina
Aleksandra Georgievna Chúdina (en ruso: Александра Георгиевна Чудина; Unión Soviética, 6 de noviembre de 1923-28 de octubre de 1990) 
fue una atleta soviética que se destacó en hockey sobre césped, especializada en la prueba de salto de longitud en la que llegó a ser subcampeona olímpica en 1952 y plusmarquista mundial durante casi dos años a mediados de los años 50, con un salto de 1,73 metros.

## Hockey sobre césped
Chúdina realizó una amplia gama de deportes y se destacó primero en el hockey sobre césped, donde comenzó a jugar como defensora en 1937 y luego pasó a ser delantera. Con su equipo Dynamo Moscow ganó varios torneos importantes a nivel nacional y de la ciudad entre 1937 y 1947.

## Atletismo
Chudina luego se cambió al atletismo y tuvo un primer éxito internacional en 1946, cuando terminó segunda en el salto de altura en los campeonatos europeos. En los JJ. OO. de Helsinki 1952 ganó medallas de plata en lanzamiento de jabalina y salto de longitud y un bronce en salto de altura. El 22 de mayo de 1954, estableció un nuevo récord mundial en salto de altura con 1,73 metros. El mismo año ganó dos medallas europeas en pentatlón y salto de longitud, pero terminó sexta en salto de altura.

## Voleibol
Entre 1947 y 1963, Chúdina también fue miembro, y a menudo capitana, del Dynamo y de los equipos nacionales de voleibol. Con los equipos nacionales ganó campeonatos del mundo en 1952, 1956 y 1960, y campeonatos europeos en 1949, 1950, 1951 y 1958, terminando en segundo lugar en 1955.

## Vida personal
Chudina fue una de las deportistas soviéticas más populares de la década de 1950, y luego fue utilizada por los medios soviéticos como un ejemplo de superioridad de los programas deportivos nacionales. Era una persona pintoresca que tenía una voz baja y tosca, disfrutaba bebiendo alcohol y jugando a las cartas, y conducía descuidadamente. 
Debido al éxito de la atleta, el profesor australiano Ludwig Prokop en 1960 expresó dudas sobre su género, pero no fueron probadas, ya que el control de género se introdujo por primera vez en las competiciones internacionales en 1966, luego del final de la carrera de la atleta.
Después de retirarse de las competiciones, trabajó como administradora de deportes y pronto fue olvidada. Había desarrollado tuberculosis y perdió una pierna debido a la gangrena. Fumadora empedernida durante gran parte de su vida, murió de cáncer de estómago a los 66 años.